# Piophila nigritellus
Piophila nigritellus är en tvåvingeart som beskrevs av Axel Leonard Melander 1924. Piophila nigritellus ingår i släktet Piophila och familjen ostflugor. Inga underarter finns listade i Catalogue of Life.